# Kamenka
Pour les articles homonymes, voir Kamenka (homonymie).
Kamenka (en russe : Каменка) est une ville de l'oblast de Penza, en Russie, et le centre administratif du raïon de Kamenka. Sa population s'élevait à 38 429 habitants en 2013.

## Géographie
Kamenka est arrosée par la rivière Atmis, un affluent de l'Oka, et se trouve à 64 km — 72 km par la route — au nord-ouest de Penza.

## Histoire
Kamenka fut fondée au XVIIIe siècle et reçut le statut de ville en 1951.

## Population
En 2001, le taux de natalité était de 8 pour mille, le taux de mortalité de 14,5 pour mille et le taux d'accroissement naturel de –6,5 pour mille.
Recensements (*) ou estimations de la population
| 1864  | 1897* | 1926* | 1939* | 1959*  | 1970*  |
| ----- | ----- | ----- | ----- | ------ | ------ |
| 1 695 | 3 409 | 5 229 | 8 265 | 25 219 | 30 067 |

| 1979*  | 1989*  | 2002*  | 2010*  | 2012   | 2013   |
| ------ | ------ | ------ | ------ | ------ | ------ |
| 35 274 | 40 134 | 40 712 | 39 577 | 39 110 | 38 429 |